# جوردن ستيوارت
جوردن ستيوارت (بالإنجليزية: Jordan Stewart)‏ (3 مارس 1982 برمنغهام المملكة المتحدة - ) هو لاعب كرة قدم بريطاني.

## وصلات خارجية
جوردن ستيوارت على موقع الدوري الأمريكي (الإنجليزية)
- جوردن ستيوارت على موقع قاعدة بيانات كرة القدم.إي يو (الإنجليزية)
- جوردن ستيوارت على موقع Soccerbase.com (لاعب) (الإنجليزية)
- جوردن ستيوارت على موقع Soccerway.com (الإنجليزية)
- جوردن ستيوارت على موقع عالم كرة القدم.نت (الإنجليزية)
- جوردن ستيوارت على موقع AS.com (الإسبانية)